# الليموفوس
الليموفوس أو الليمُوفيكيون (بالغالية: Lēmouīcēs) (بالفرنسية: Lémovices)‏ هم قبيلة غالية استوطنت منطقة ليموزان الحديثة خلال العصر الحديدي والفترة الرومانية.

## الاسم
ذكرهم كل من يوليوس قيصر (منتصف القرن الأول قبل الميلاد) وبلينيوس الأكبر (القرن الأول بعد الميلاد) باسم Lemovices، وأشار إليهم سترابو (بداية القرن الأول بعد الميلاد) باسم Λεμοουίκες (Lemoouíkes)، بينما أورد بطليموس (القرن الثاني بعد الميلاد) اسم Λιμουικοί (Limouikoí).
يشير الاسم الإثني الغالي Lemouīcēs إلى "الذين ينتصرون بالدردار"، وربما يرتبط ذلك باستخدام خشب الدردار في صناعة رماحهم أو أقواسهم. اشتُق الاسم من الجذر lēmo- (بمعنى "دردار"، ويقابله في الأيرلندية القديمة lem، وفي الويلزية الوسطى llwyfen) مضافًا إليه اللاحقة -uices التي تعني "المنتصرون". ينحدر الجذر السلتِي lēmo- أو limo- من الأصل الهندو أوروبي h₁élem أو h₁leym- ("دردار")، وهو نفس الأصل الذي أتت منه اللاتينية ulmus ("دردار")، والنوردية القديمة almr ("دردار، قوس")، والروسية il'm ("دردار جبلي").
سُمّيت مدينة ليموج، التي ظهرت في السجلات حوالي عام 400م باسم civitas Lemovicum ("مدينة الليمُوفيكيين"، وذُكرت كـ Lemovicas عام 844 وLemotges عام 1208)، وكذلك إقليم ليموزان، الذي سُجّل في القرن السادس الميلادي باسم Lemovicinum (pago Lemovicino عام 860، وLemozi بين 1071–1127)، نسبةً إلى هذه القبيلة الغالية.

## التاريخ
استقر الليمُوفيكيون في منطقتي ليموزان وبواتو بين عامي 700 و400 قبل الميلاد. في عام 52 ق.م، شارك نحو 10,000 من مقاتلي الليمُوفيكيين في معركة أليسيا إلى جانب الأرفيرني بقيادة فيركنجتريكس ضد يوليوس قيصر. قُتل زعيمهم سيدولوس خلال المعركة.

## الاقتصاد
امتلكت أراضيهم ثروات طبيعية غنية بالذهب والقصدير والحديد. خلال أواخر القرن التاسع عشر، اكتشف علماء الآثار مناجم ذهب في مستوطنات الليمُوفيكيين بليموزان، خاصةً في جنوب غرب الكتلة المركزية بفرنسا. ساعدت هذه الاكتشافات في تحديد تقنيات التعدين وجدولها الزمني، إذ لم يُدوّن الليمُوفيكيون أي سجلات عن نشاطهم المعدني أو عن ذهبهم.